# مطار ميشيان
مطار ميشيان (بالإنجليزية: Meixian Airport)‏ و(بالصينية: 梅县机场) (إياتا: MXZ، إيكاو: ZGMX) مطار عام يقع بمدينة Meixian, Meizhou في الصين. يبلغ طول المدرج 1800 م .

## شركات الطيران والوجهات
| شركـات طيـران          | الوجهات |
| ---------------------- | --- |
| Air Guilin             | Zhanjiang، مطار تشنغتشو الدولي                                                                                      |
| طيران الصين اكسبرس     | مطار تشونغتشينغ جيانغبى الدولي، مطار تشوهاى جينوان                                                                  |
| خطوط جنوب الصين الجوية | مطار تشانغشا هوانغوا الدولي، مطار قوانغتشو باييون الدولي، Heze، مطار شينزين باوان الدولي، مطار شيان شيانيانغ الدولي |
| China United Airlines  | مطار بكين داشينغ الدولي                                                                                             |
| خطوط ماندارين الجوية   | عارض: مطار تايتشونغ                                                                                                 |
| خطوط تيانجين الجوية    | مطار هايكو ميلان الدولي، مطار شانغهاي بودنغ الدولي                                                                  |

## وصلات خارجية
- http://www.flightstats.com/go/Airport/airportDetails.do?airportCode=MXZ